# Tassellatura di Penrose

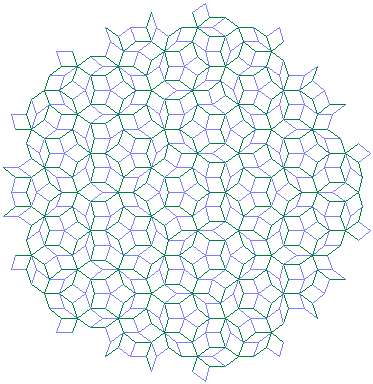
Una tassellatura di Penrose (seme 5x2)

In geometria, una tassellatura di Penrose è uno schema di figure geometriche basate sulla sezione aurea, che permette di ottenere una tassellatura di superfici infinite in modo aperiodico. È stata scoperta da Roger Penrose e Robert Ammann nel 1974.

## Descrizione
Esistono più insiemi possibili di tasselli di Penrose. Uno dei più utilizzati è composto da due tasselli, ognuno avente quattro lati di lunghezza unitaria. Entrambi sono legati alla sezione aurea.
- Un tassello ha due angoli di 72° e due di 108°.
- L'altro tassello ha due angoli di 36° e due di 144°.

In altre parole gli angoli sono tutti multipli di un decimo di angolo giro (360°), secondo i rapporti {2,2,3,3} e {1,1,4,4}.
La coppia di tasselli può essere costruita a partire da un rombo avente angoli acuti di 72° ed angoli ottusi di 108°, si riporta uno dei lati sulla diagonale maggiore ed in questo modo si ottengono due segmenti che stanno tra loro in rapporto aureo. Unendo questo punto sulla diagonale con i vertici degli angoli ottusi, si ottengono i due tasselli voluti, chiamati "dardo" ed "aquilone".

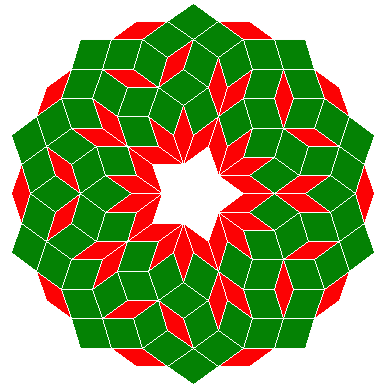
Tassellatura di Penrose che non rispetta la regola del parallelogramma

I tasselli devono essere uniti rispettando un'unica regola: nessuna coppia di tasselli dev'essere unita in modo che formi un singolo parallelogramma. I tasselli possono essere modificati con rientranze e denti in modo da forzare l'applicazione della regola ma la tassellatura ha un aspetto migliore se i tasselli hanno i lati lisci.
Data questa regola esiste una quantità non numerabile di modi per tassellare un piano infinito senza lasciare intervalli o buchi. Le immagini mostrano tassellature che rivelano una simmetria rotazionale a cinque movimenti, e cinque simmetrie assiali rispetto a cinque assi passanti per il centro. Però non esiste simmetria traslazionale: questo significa che le tassellature sono aperiodiche, lo schema non si ripete mai nello stesso modo.
Comunque, data una regione di schema, per quanto sia grande, questa sarà ripetuta un numero infinito di volte nella tassellatura (e, in realtà, in ogni tassellatura di Penrose).
Il fatto che sia possibile coprire il piano in modo non periodico da una tassellatura fu dimostrato, come proposizione generale, nel 1966 da Robert Berger, che poco dopo fornì il primo insieme di tasselli, formato da 20426 elementi distinti. Il numero di elementi di un insieme di tasselli che consentono una tassellatura aperiodica del piano fu poi ridotto da altri, raggiungendo il minimo di due, i tasselli di Penrose. Nel 2023 venne pubblicato un articolo che dimostra la tassellizzazione con un unico tassello, detto "Einstein" (gioco di parole, in quanto in tedesco significa "una pietra").

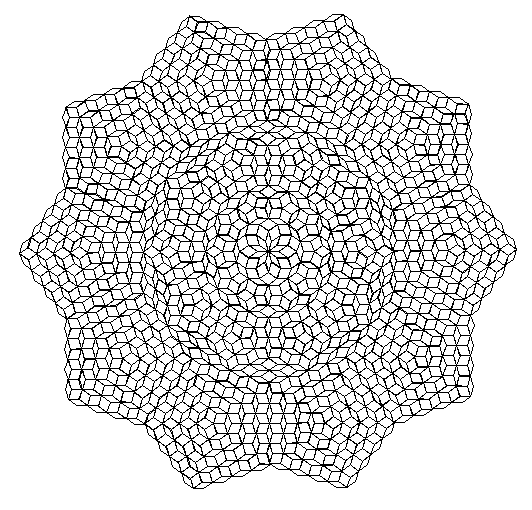
Tassellatura Penrose con seme 10x1

Delle interessanti tassellature "alla Penrose" con più di due tasselli si possono facilmente generare usando tasselli con modulo angolare più piccolo, ad esempio 360/14° per figure con simmetria eptagonale (3 tasselli rombici secondo i rapporti {1,1,6,6}, {2,2,5,5} e {3,3,4,4}) oppure 360/18° per figure con simmetria ennagonale (4 tasselli rombici secondo i rapporti {1,1,8,8}, {2,2,7,7}, {3,3,6,6} e {4,4,5,5}), e così via, con evidente legge di generazione induttiva al crescere del modulo di simmetria.
Il numero di tassellature diverse ottenibili cresce grandemente: infatti ciascun modo di copertura del piano si può generare a partire da un "seme" costituito dai tasselli in grado di
coprire 360°, ovvero i cui moduli angolari concorrenti nello stesso punto abbiano per somma rispettivamente 10 (Penrose, es. 10x1, 2x5, 4+4+2, 3+3+3+1,...), oppure 14 (14x1, 7x2, 5+5+4, 6+6+2, 4x3+2,...) oppure 18, ecc.
Le tassellature non periodiche vennero considerate, inizialmente, soltanto come strutture matematiche interessanti, ma si è scoperto in seguito che la disposizione degli atomi in alcuni materiali segue lo stesso schema di una tassellatura di Penrose. Questo schema non è periodico (non si ripete esattamente) ma è quasiperiodico, per questo motivo i materiali con questa caratteristica sono stati denominati quasicristalli.

### Tasselli come coppie di triangoli aurei
I due rombi di Penrose e l'altra coppia tassellante costituita da dardo e aquilone si possono ottenere raddoppiando triangoli aurei isosceli.

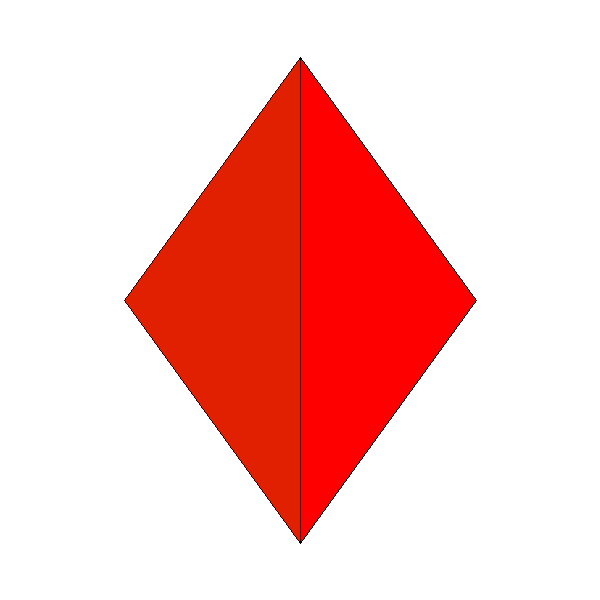
Rombo spesso: unione per il lato maggiore di due triangoli aurei isosceli ottusangoli
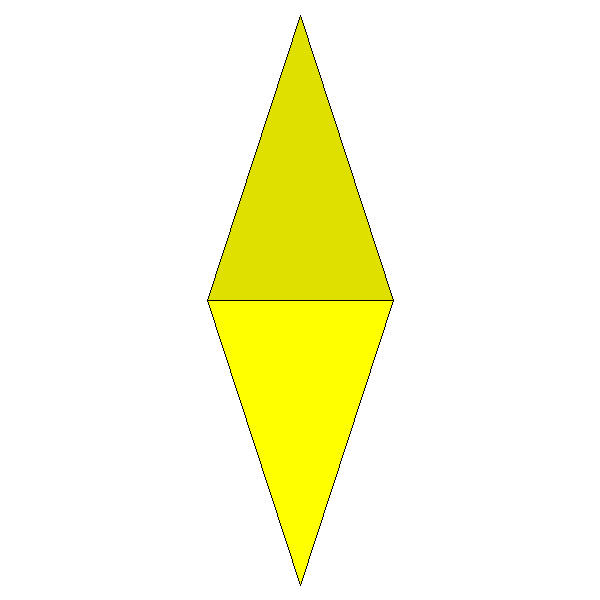
Rombo sottile: unione per il lato minore di due triangoli aurei isosceli acutangoli
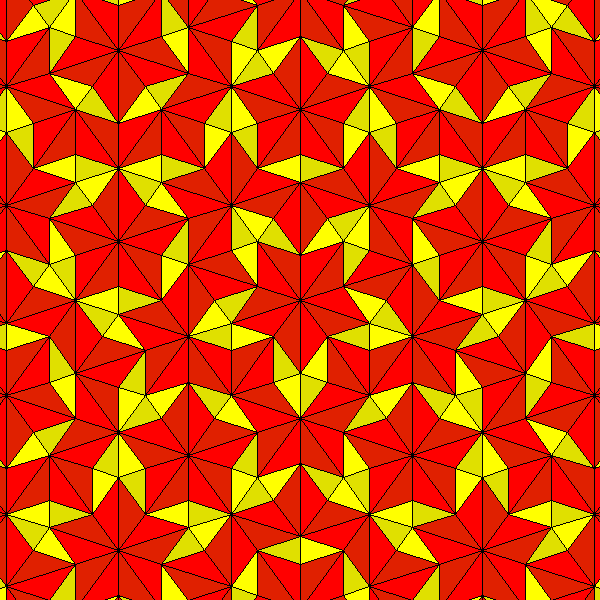
Rombi di Penrose
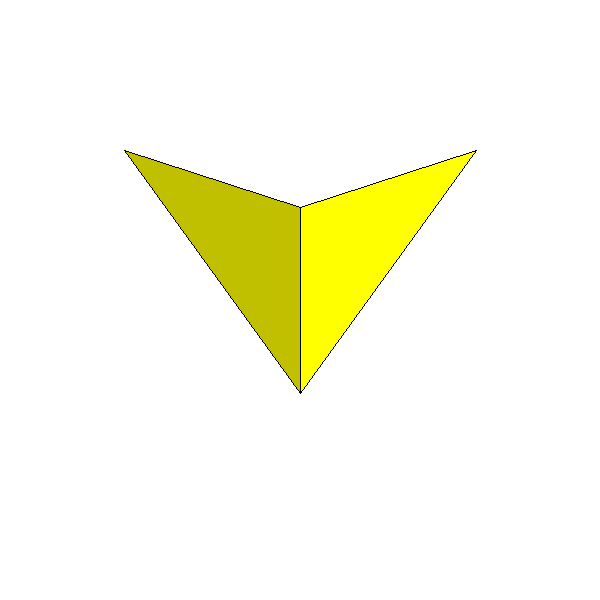
Dardo: unione per il lato minore di due triangoli aurei isosceli ottusangoli
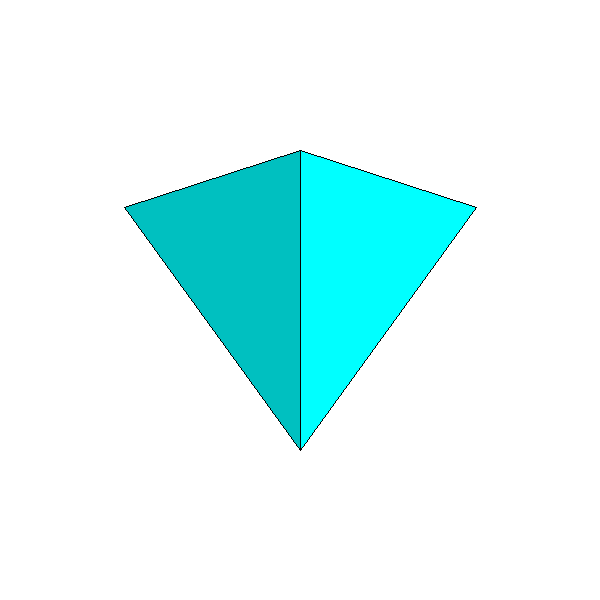
Aquilone: unione per il lato maggiore due triangoli aurei isosceli acutangoli
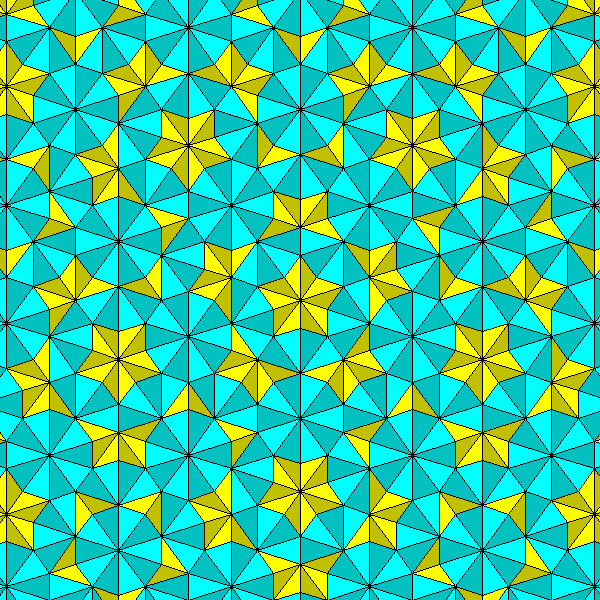
Dardi e aquiloni

## Come disegnare i tasselli di Penrose
I tasselli di Penrose possono essere disegnati utilizzando il seguente L-system:
| variabili | 1 6 7 8 9 [ ] |
| costanti  | + -; |
| inizio    | [7]++[7]++[7]++[7]++[7] |
| regole    | 6 → 81++91----71[-81----61]++ 7 → +81--91[---61--71]+ 8 → -61++71[+++81++91]- 9 → --81++++61[+91++++71]--71 1 → (eliminato a ogni iterazione) |
| angolo    | 36° |

In questo sistema 1 significa "disegna in avanti", + significa "ruota a sinistra di un angolo", e - significa "ruota a destra di un angolo" (si veda la voce logo). Il simbolo [ significa che il sistema salva la posizione attuale per potervi ritornare quando si incontra il simbolo corrispondente ]. I simboli 6, 7, 8 e 9 non corrispondono ad alcuna azione; sono presenti solo per poter produrre la corretta evoluzione della curva.

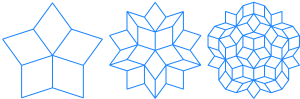
Evoluzione dell'L-system per,,

## Galleria d'immagini

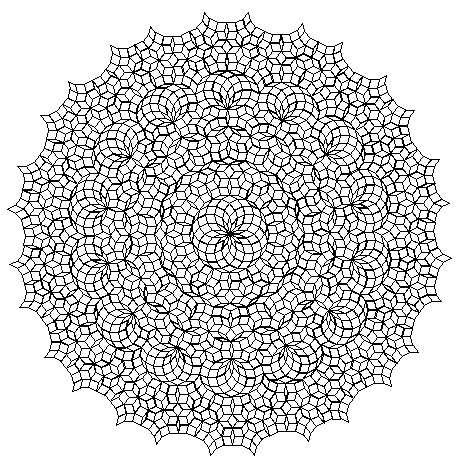
Tassellatura Penrose eptagonale con seme 14x1
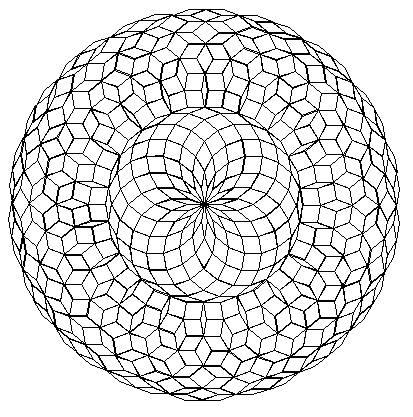
Tassellatura Penrose ennagonale con seme 18x1
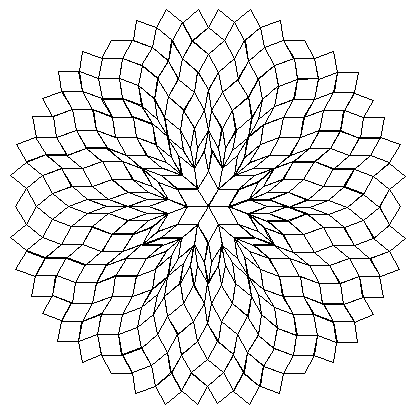
Tassellatura Penrose ennagonale con seme 6x3
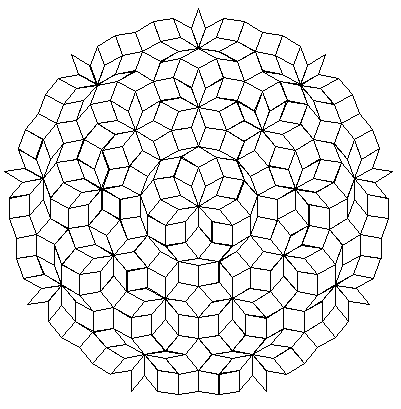
Tassellatura Penrose ennagonale con seme 9x2